# Szkolna (Leszczany)
Szkolna – część wsi Leszczany w Polsce położona w województwie lubelskim, w powiecie chełmskim, w gminie Żmudź.
W latach 1975–1998 Szkolna należała administracyjnie do województwa chełmskiego.